# Tímea Szabó
Tímea Szabó (ur. 18 stycznia 1976 w Budapeszcie) – węgierska polityk, dziennikarka i działaczka społeczna, posłanka do Zgromadzenia Narodowego.

## Życiorys
Studiowała komunikację na Uniwersytecie w Segedynie, kształciła się następnie w szkole prawniczej Harvard Law School w ramach Harvard University. Pracowała dla magazynu „Budapest Week”, agencji prasowej Bloomberg L.P. i jako freelancer. Później zatrudniona przy różnych programach społecznych i humanitarnych.
W 2009 znalazła się wśród twórców i liderów nowego ugrupowania Polityka Może Być Inna (LMP), otwierała jego listę kandydatów w wyborach europejskich w tym samym roku. W wyniku wyborów w 2010 uzyskała mandat posłanki do Zgromadzenia Narodowego. W 2013 odeszła z LMP, została współprzewodniczącą nowej formacji pod nazwą Dialog na rzecz Węgier (funkcję tę pełniła do 2022).
W 2014 (z ramienia koalicji Jedność), w 2018 (z ramienia koalicji MSZP-PM) oraz w 2022 (z listy koalicji ugrupowań opozycyjnych) utrzymywała mandat poselski na kolejne kadencje. W 2024 powołana na współprzewodniczącą partii ds. zarządzania (obok dwojga liderów formacji).